# Sruli Recht
Sruli Recht (Jeruzalem, 1979) is een ontwerper en kunstenaar gevestigd in Reykjavik. Hoewel hij in Jeruzalem geboren werd, heeft hij zowel het Australisch als IJslands staatsburgerschap.

## Werk
Recht studeerde Fashion Design aan de RMIT University in Melbourne.
Zijn commerciële solocarrière begon in 2007 met de lancering van een schoenencollectie onder het Sruli Recht-label. Deze collectie was niet geheel onomstreden door één specifiek ontwerp: een laars gemaakt van de huid van een dwergvinvis. Voorafgaand aan de economische crisis van 2008 begon Recht met het uitbrengen van één product per maand. Deze collectie kreeg de naam Non-Products. Ondertussen bereidde hij zich voor op de lancering van zijn belangrijkste kledinglijn, welke hij in 2011 lanceerde. Rechts werk is sinds 2012 te zien tijdens de Paris Fashion Week.
Zijn werk wordt beschouwd als innovatief in het gebruik van inheemse, nieuwe en onconventionele materialen en technologieën, maar wordt door velen ook als controversieel beschouwd vanwege het gebruik van materialen zoals de voorhuid van de dwergvinvis, maar ook spinrag, zeehonden en mensenhuid. Hoewel Recht vooral bekend staat als modeontwerper, vervaagt de relatie tussen kunst, design en mode bij sommige kledingstukken.
Tot en met 18 april 2022 was zijn meest controversiële kunstwerk te zien in het Design Museum Den Bosch. Forget Me Knot maakte onderdeel uit van de tentoonstelling GOTH - Designing Darkness. In 2012 documenteerde Recht een eenmalige operatie waarbij een plastisch chirurg een strook huid van zijn buik verwijderde terwijl hij wakker was. Dit stuk huid, dat 110 mm bij 10 mm was, werd met de haren er nog aan gelooid en vervolgens bevestigd aan een 24 karaat gouden ring.
Andere voorbeelden van zijn werk zijn:
- Carradina: Een auto-erotische verstikkingsgordel gemaakt van de huid van een Atlantische witflankdolfijn, voorzien van een haak om aan een deur of handvat te plaatsen.
- Stone Blind: Een montuur met witte handgeslepen Carrara-marmeren lenzen, bedoeld voor slechtzienden.
- A Lasting Impression: Handschoenen gemaakt van de huid van een reuzenhaai met de weerhaken aan de binnenkant van de handschoen. Als gevolg van de richting van de weerhaken, kan de drager, zodra de handschoen eenmaal is aangetrokken, ze niet meer verwijderen, tenzij de handschoenen worden afgesneden.
- The Damned: Een zakdoek, gemaakt van kogelvrij kevlar, bedoeld om in de borstzak van een pak te worden gedragen om het hart te beschermen.

## Galerij

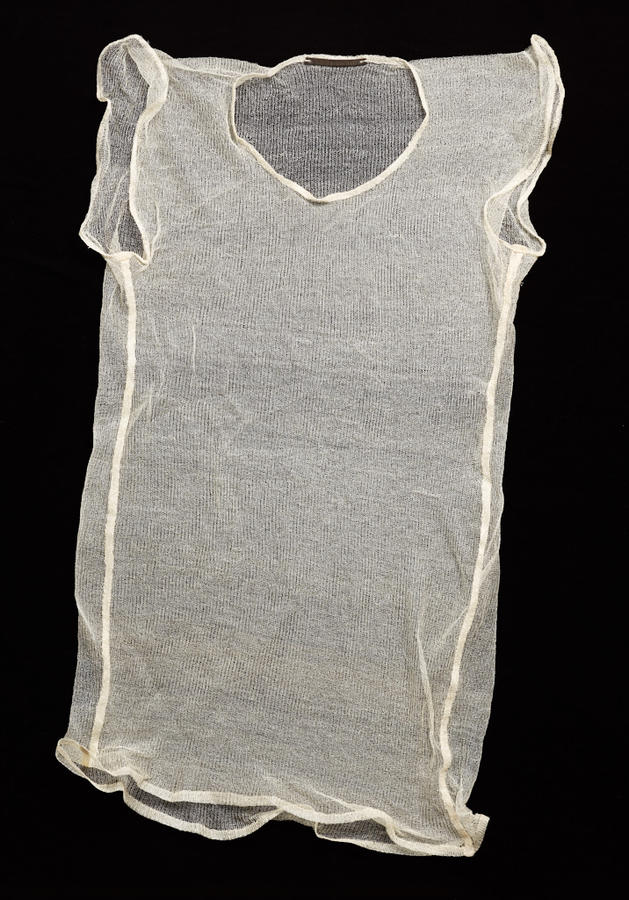
An Emperor's New Untangling (2012). De stof van dit shirt is gemaakt van Biosteel, een geëxtrudeerde synthetische vezel gemaakt van de melk van genetisch gemodificeerde geiten die in een biofabriek worden gekweekt.
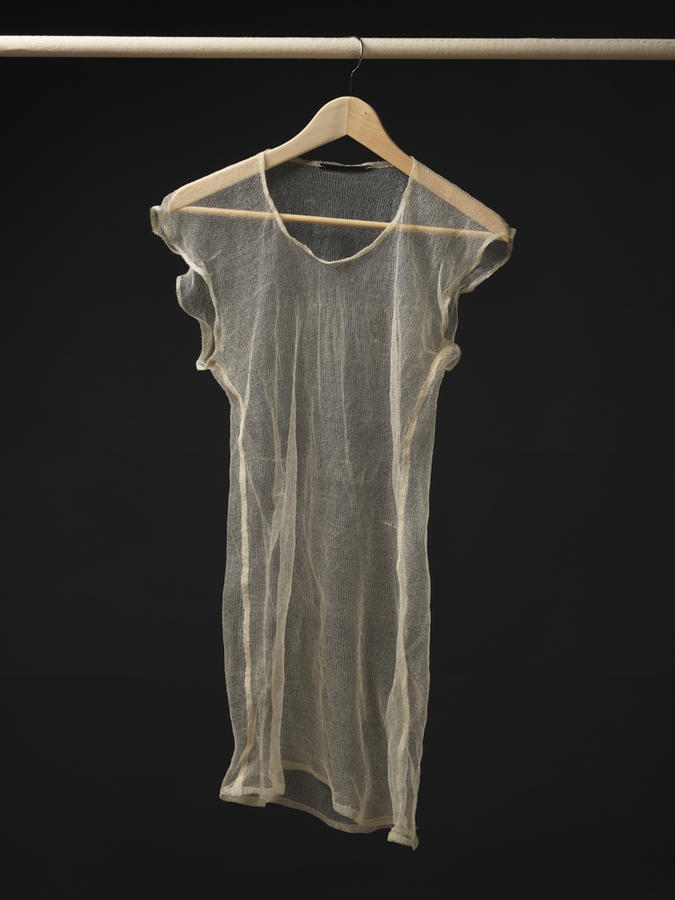
An Emperor's New Untangling (2012).
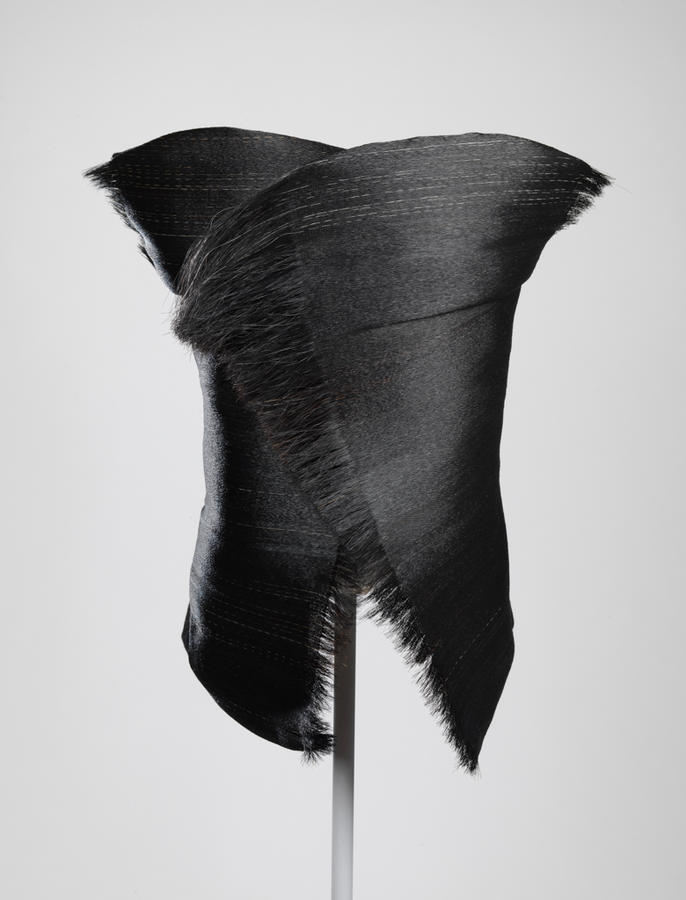
Een mannenkorset, getiteld Horset (2012), gemaakt van satijngeweven paardenhaar.